# مانانارا شمالی (بخش)
مانانارا شمالی (به لاتین: Mananara Avaratra) یک بخش‌های ماداگاسکار در ماداگاسکار است که در آنالانجیروفو واقع شده‌است.